# Peter Iredale (schip, 1890)

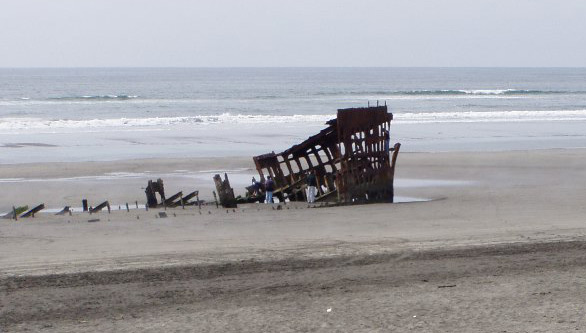
Het wrak in mei 2005.

De Peter Iredale was een stalen viermast bark van Britse origine. In 1906 liep het vast op de kust van Oregon in het noordwesten van de Verenigde Staten. Het wrak ligt daar na meer dan 100 jaar nog steeds zichtbaar en is een populaire toeristische attractie geworden.

## Geschiedenis

### Bouw
De Peter Iredale werd gebouwd in Maryport (Engeland) in juni 1890. Het was besteld door - en vernoemd naar - Peter Iredale, die een rederij had in Liverpool. Het schip was een 87 meter lange bark van 2075 NRT. Het werd gebouwd met staalplaten over een stalen raamwerk. Het zeilschip kreeg vier masten. De eerste kapitein was G.A. Brown en later H. Lawrence.

### Stranding
Op of rond 26 september 1906 vertrok de Peter Iredale van Salina Cruz (Mexico) naar Portland (Oregon) met 1000 ton lading en 27 bemanningsleden. Het volgde daarbij de Amerikaanse westkust. In de nacht van 25 oktober rond 3:20 lokale tijd spotte kapitein H. Lawrence de Tillamook Rock Light-vuurtoren. Hij wijzigde daarop de koers om de monding van de Columbia River in te varen.
Er hing een dichte mist, het was vloed en er stond een sterke wind uit het westen die het schip naar de kust dreef. Er werd getracht het schip verder uit de kust te sturen maar een rukwind uit het noordwesten liep de Peter Iredale op het strand. Een reddingsboot werd uitgezonden en evacueerde de bemanning die ongedeerd bleef.

### Onderzoek
Op 12 en 13 november 1906 voerde de Britse viceconsulaat een onderzoek naar de oorzaak van het ongeval. De conclusie was dat kapitein Lawrence en zijn bemanning geen schuld hadden aan het verlies van het schip. Ze werden integendeel geprezen om hun pogingen om het schip te redden.

### Het wrak
De Peter Iredale had weinig averij opgelopen. Er werden plannen gemaakt om het weer vlot te trekken. Na weken van wachten op geschikt weer was het echter naar bakboord overgeheld en vastgeraakt in het zand. De laatste woorden van kapitein Lawrence tot het schip waren May God bless you, and may your bones bleach in the sands.
Tijdens de Tweede Wereldoorlog werd de kust van Oregon gebombardeerd door Japanse onderzeeërs. Op 20 juni 1942 werden verschillende granaten afgevuurd op Battery Russell. Het wrak van de Peter Iredale lag daarbij in de vuurlijn, maar werd niet beschadigd. Na het bombardement werd de kust afgezet met prikkeldraad. Gedurende de rest van de oorlog was ook het schip hiermee omwonden.
Nu, meer dan 100 jaar na het stranden, zit een groot deel van het schip onder het zand. De resten van de wegroestende boeg en masten steken boven het zand uit en zijn een populaire toeristische attractie geworden. Het scheepswrak maakt nu deel uit van de Lewis and Clark National and State Historical Parks.

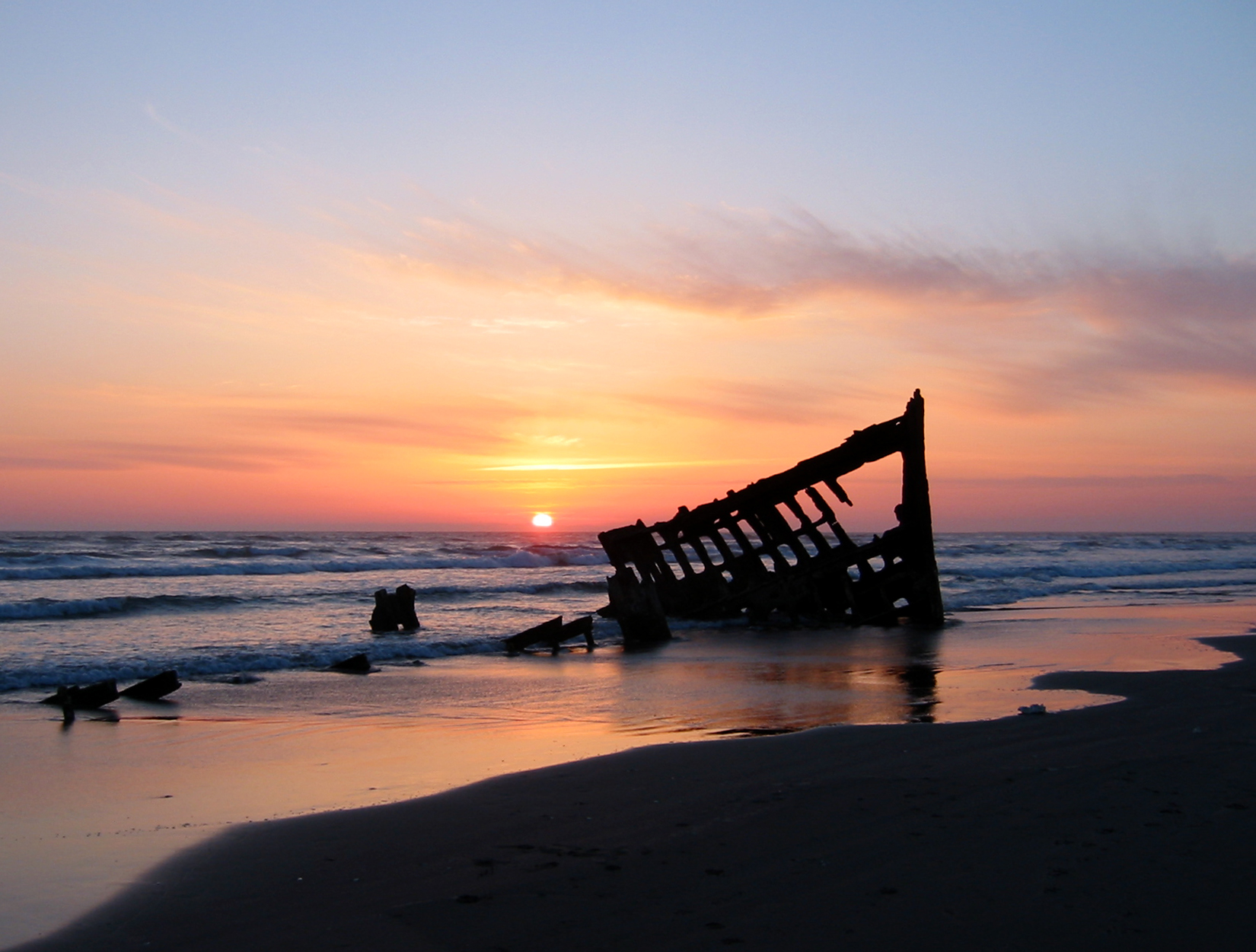
Scheepswrak Peter iredale.